# Dzsucse-torony
A Dzsucse-torony (koreaiul: 주체사상탑, Csucshe Szaszangthap (Juche Sasangtap); „A Dzsucse eszme tornya”) Phenjan, Észak-Korea fővárosának egyik látványossága, ami az ország államalapítója, Kim Ir Szen ideológiáját, a Dzsucse eszmét testesíti meg. Az eszme lényege, hogy az ember csak önmagára támaszkodhat, a Koreai Munkapárt saját bevallása szerint pedig a marxizmus-leninizmus tökéletesített formája.

## Története
A tornyot 1982-ben építették meg, a Nagy Vezér 70. születésnapja alkalmából, a Tedong folyó keleti partján, szemben a szintén róla elnevezett Kim Ir Szen térrel. Habár fia, és utódja, Kim Dzsongil van számontartva tervezőjeként, a délre szökött korábbi észak-koreai hivatalnokokkal készített interjúk ellentmondanak ennek.
A 170 méter magas építmény négyszögű talapzaton áll, 25 550 gránittömbből (365 × 70: Kim Ir Szen addigi életének minden napjáért egy darab), fehér kővel, és 70 elválasztóval burkolva, és megkoronázva egy 20 méteres, 45 tonnás, világító, fémből készült fáklyalánggal. Felvonó is van beépítve a toronyba, és a tetejéről kilátás nyílik a városra. 

## Galéria

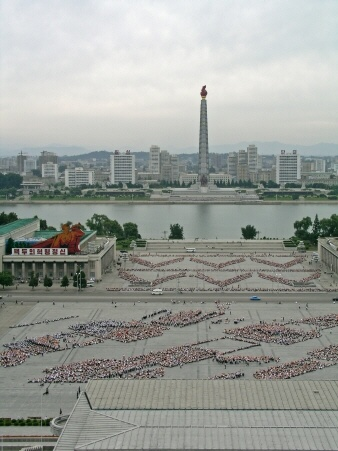
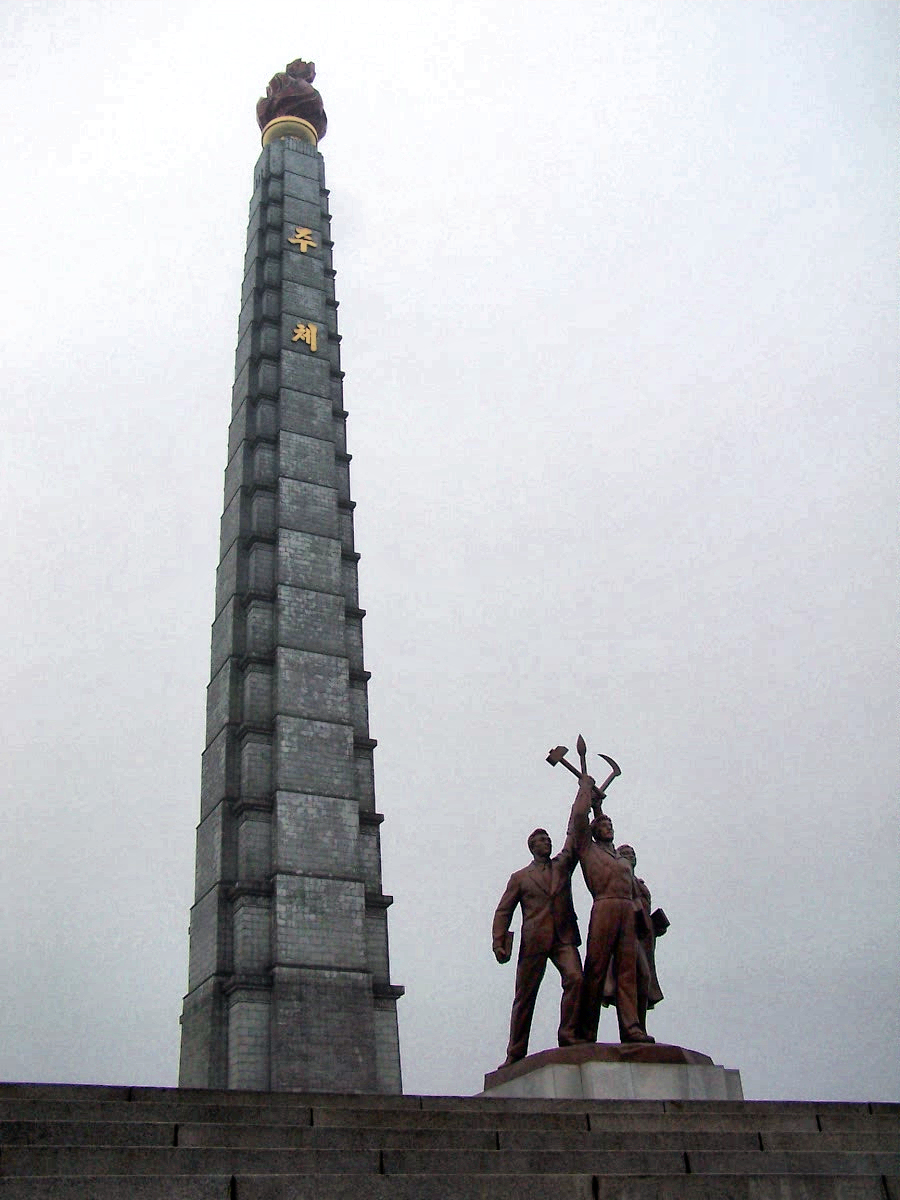
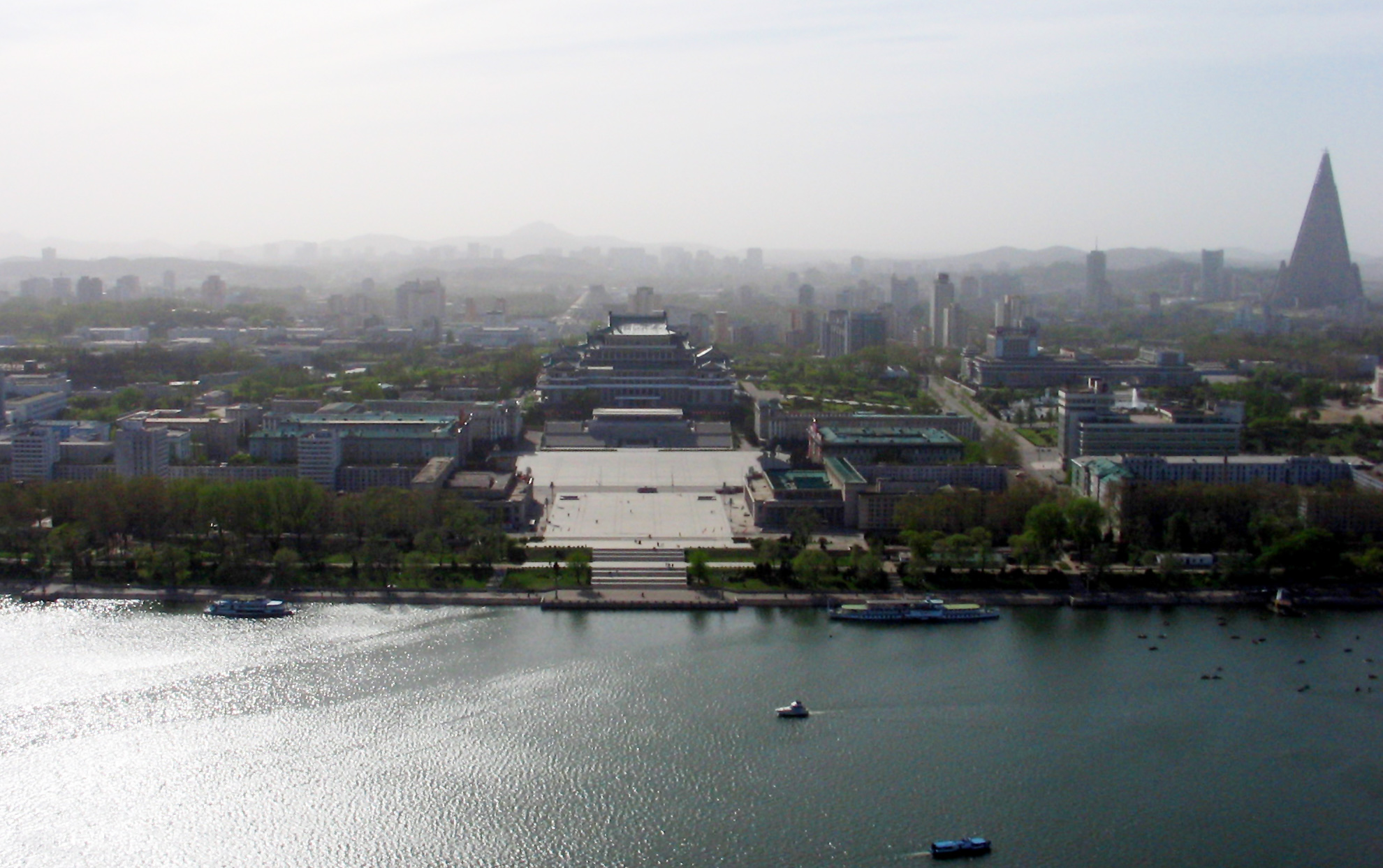
Kilátás a toronyból

## Külső hivatkozások
- Asian Historical Architecture: Juche Tower
- 360 fokos panorámakép a tetejéről
- A Google Térkép műholdas képe

Koordináták: é. sz. 39° 01′ 04″, k. h. 125° 45′ 48″39.017644°N 125.763347°E